# Rainer Bloss Combo
Die Rainer Bloss Combo (ursprünglich Rainer Bloss Sextett, gelegentlich auch Rainer Bloß Combo bzw. Rainer Bloß-Combo) war eine Band, die 1971 in Weimar gegründet wurde und 1973 in der Band Vulcan aufging. 

## Bandgeschichte
1971 gründeten Studenten der Hochschule für Musik „Franz Liszt“ in Weimar das Rainer Bloss Sextett. 1972 wurde die Band umbenannt. Fortan bestand die Band aus dem Namensgeber, der die Kompositionen schrieb und Bass spielte, Peter Neumann (Gesang), Alexander Kirfe (Querflöte, Gitarre), Jörg Damaschke (Gitarre) und dem Schlagzeuger Dieter Ernst. 
Später kam Bernd Roitzsch (Keyboard) hinzu. 
1972 produzierte das Plattenlabel Amiga zwei Singles. Gisela Dreßler sang dabei jeweils einen Titel. Mit Jeder Tag ist schön gewann sie 1971 den Schlagerwettbewerb der DDR. Die B-Seite auf der zweiten Single, So fing die Liebe an, sang der gelernte Opernsänger Gunther Emmerlich. 
Der Rundfunk der DDR produzierte weitere Titel mit der Band, etwa Stumme Lady von New York, doch 1973 gründete sie sich als Vulcan neu und wandte sich damit rockigeren Stücken zu.

## Diskografie

### Singles
- 1972: Jeder Tag ist schön / Jeder Tag mit seinen Stunden (Amiga)
- 1972: Geh wenn du nicht bleiben willst / So fing die Liebe an (Amiga)

### Stücke auf Kompilationen
- 1972: Das schönste Mädchen unserer Stadt auf hallo Nr. 3 (Amiga), als Rainer Bloss Sextett
- 1972: Regenserenade und In dieser Straße auf Auf dem Wege zu dir (Nova), als Rainer Bloß-Combo
- 1997: Jeder Tag ist schön auf DT64-Story Vol. 5 (Amiga)